# Aulus Gabinius
Sauf précision contraire, les dates de cet article sont sous-entendues « avant l'ère commune » (AEC), c'est-à-dire « avant Jésus-Christ ».
Aulus Gabinius, né vers 101 av. J.-C. et mort à Salone en 48 ou 47 av. J.-C., est un homme politique et général de la fin de la République romaine.
Il fait voter la lex Gabinia lors de son tribunat de la plèbe en 67, conférant à Pompée d'importants pouvoirs pour lutter contre la piraterie en Méditerranée ; puis il est l'un de ses lieutenants de ce dernier en Orient au moins en -66. En -58, il devient consul, l'année où le tribun Clodius Pulcher domine la vie politique et obtient l'exil de Cicéron. Il enchaîne sur un proconsulat en Syrie de -57 à -55, qui est une très grande réussite : il défend les populations contre les méthodes honteuses et usurières des publicains, vainc plusieurs rébellions, notamment des Juifs, et, avec l'aide de son jeune adjoint Marc Antoine, il réussit la mission périlleuse de rétablir le pharaon Ptolémée XII sur le trône d’Égypte, en échange d'une indemnité astronomique, et en établissant une garnison romaine sur place, les Gabiniani. De retour à Rome, il est condamné à l'exil en -54, tant les chevaliers gardent de la rancune de son action durant son mandat en Syrie. Il est rappelé par Jules César, dont il est le légat en Illyrie, où il meurt en -48 ou -47.

## Biographie

### Tribun de la plèbe etlex Gabinia

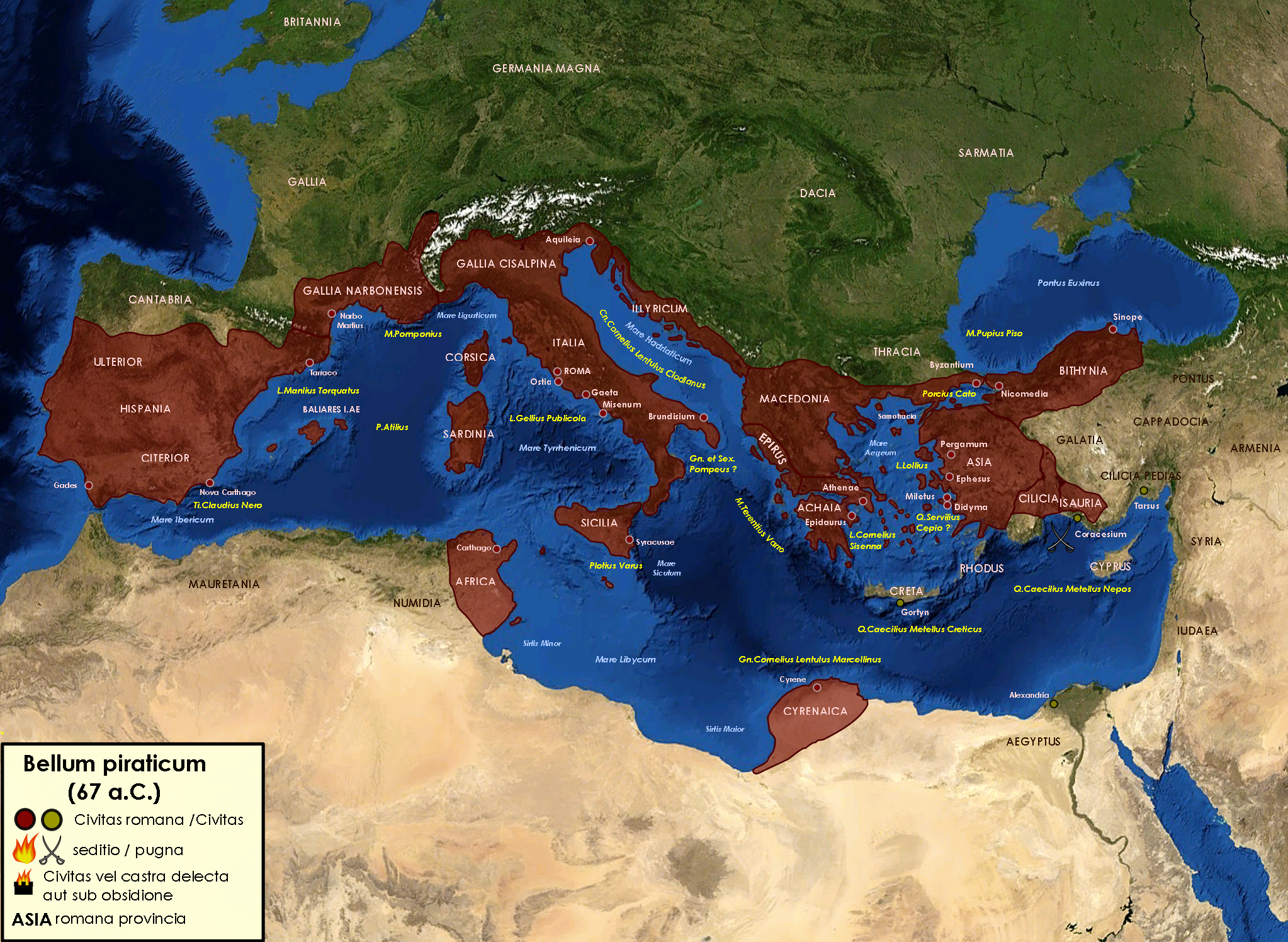
Carte de la Méditerranée avec les territoires romains et les noms et emplacement des 25 légats nommés par Pompée pour lutter contre les pirates.

En tant que tribun de la plèbe en l'an 67, il propose la Lex Gabinia, qui donne à Pompée, non nommé au départ, les pouvoirs extraordinaires pour lutter contre les pirates. En effet, par leurs raids incessants, les pirates qui perturbaient considérablement le transport de vivres vers Rome depuis la Sicile et l'Égypte, menacent d'affamer la péninsule italienne. Ce projet créé un dangereux précédent dans le fonctionnement de la République romaine. Le consulaire Quintus Lutatius Catulus, défendant la tradition et soutenu par les optimates et la grande majorité du Sénat, s'oppose à ce projet visant à donner des pouvoirs exorbitants à un seul homme. Le jeune Jules César est le seul à prendre ouvertement la parole pour le projet tandis que Cicéron reste neutre.
Gabinius est hué et insulté au Sénat lors de débats houleux, et à la suite de menaces envers Gabinius, la foule envahit même la Curie romaine, provoquant la fuite de presque tous les sénateurs. Le consul Caius Calpurnius Piso fait face, mais ne doit la vie sauve qu'à l'intervention de Gabinius.

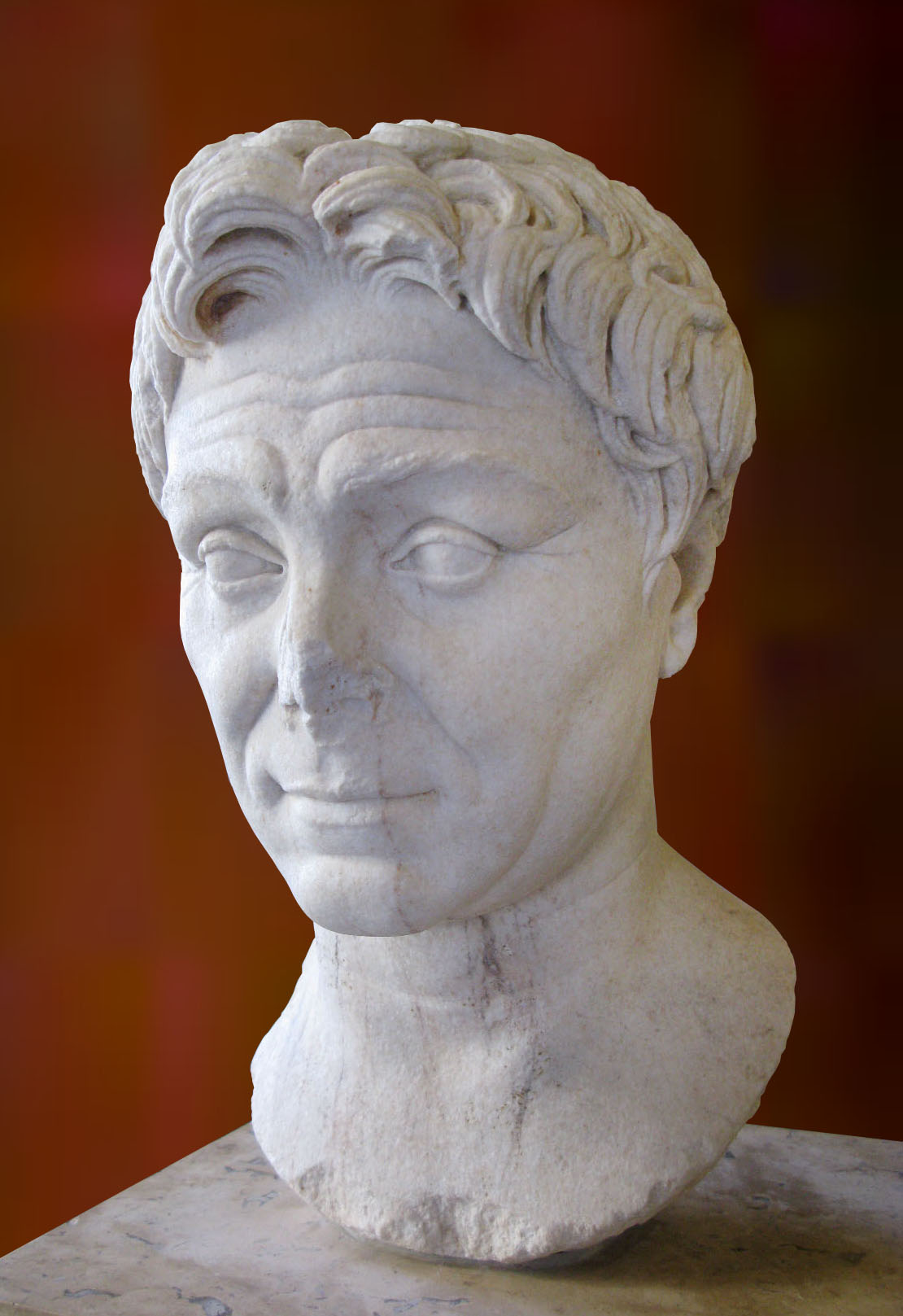
Portrait de Pompée le Grand au musée du Louvre, dont Gabinius est l'un des protégés.

La loi est proposée en plébiscite en présence de Pompée mais un autre tribun de la plèbe y oppose son veto, et devant le début d'émeute, Gabinius réplique en organisant un vote visant à le destituer, et alors qu'on va atteindre la majorité des tribus, le tribun se retire. Un autre tribun propose deux magistrats exceptionnels au lieu d'un seul, mais n'insiste pas devant la pression de la foule. Gabinius, dans un geste d'apaisement, laisse la parole à Catulus dont on respecte le discours, mais qui ne peut infléchir le vote du plébiscite.
Le Sénat empêche cependant Gabinius d'être nommé parmi les légats. Pompée s'acquitte de sa fonction méthodiquement et accomplit sa mission en trois mois.
Il participe cependant aux campagnes orientales de Pompée entre 66 et 63, lors de la troisième guerre contre Mithridate VI du Pont, Gabinius est cité en 66 comme parvenant au-delà de l'Euphrate jusque sur les bords du Tigre afin de forcer le roi des Parthes Phraatès à conclure une alliance avec Rome contre le Pont.
Il est probablement préteur en l'an 61.

### Consul et exil de Cicéron
En l'an 58, Aulus Gabinius et Lucius Calpurnius Piso, soutenus par Pompée et le consul sortant Jules César, sont élus consul, malgré l'opposition des optimates menés par le collègue de César, Marcus Calpurnius Bibulus. Publius Clodius Pulcher, qui vient de renoncer à son rang de patricien, et soutenu complaisamment par César, est élu tribun de la plèbe.
Une loi votée pendant son consulat porte le nom des deux consuls : la Lex Gabinia Calpurnia, qui exonère l’île de Délos des droits de douane (portoria) qu’elle devait verser à Rome jusque-là. Cette loi s’inscrit dans une politique plus large, menée par les deux consuls, en vue de réorganiser les provinces orientales qui ont souffert des guerres contre Mithridate et des exactions régulières de l’administration. On sait par ailleurs qu'à cette époque existe une tension extrême entre César et Gabinius d'une part et l'ordre équestre d'autre part. Pison joue les conciliateurs pour trouver un compromis. Quand la loi prescrit l'arrêt des adjudications de l'impôt, elle vise à soustraire les habitants de Délos à la rapacité des sociétés de publicains, tenues par des chevaliers.

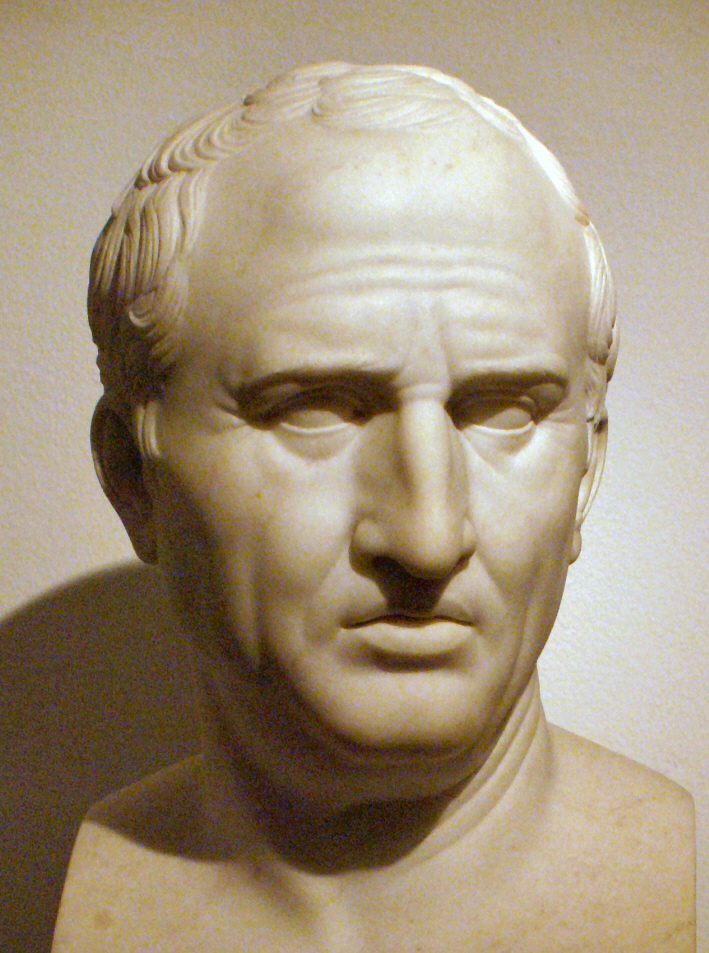
Portrait de Cicéron, qui devient l'ennemi de Gabinius.

Clodius fait voter une loi condamnant à la mort civique quiconque aurait fait exécuter un citoyen romain sans jugement, visant le comportement Cicéron lors de la condamnation de la conjuration de Catilina lors de son consulat de 63. César ne semble pas approuver cette vengeance de Clodius, mais a besoin de celui-ci pour d'autres lois, à l'instar de Pompée. Gabinius ne peut se permettre de s'opposer au tribun, étant perclus de dettes, et a besoin du peuple contrôlé par Clodius pour obtenir une province après son proconsulat, en l’occurrence la Cilicie, et quitter Rome et ses créanciers. Les deux consuls restent sourds aux doléances des nombreux chevaliers et sénateurs soutenant Cicéron, qui est donc condamné à s'exiler en mars.
Clodius fait rattacher Chypre à la Cilicie, qui devient alors une province prétorienne, et Gabinius reçoit alors la province proconsulaire de Syrie pour trois années, ce que Cicéron dénoncera comme étant un marchandage pour le silence de Gabinius. Dès juin, Pompée cherche un moyen de faire rappeler Cicéron en passant par Gabinius, mais un tribun s'y oppose. En août, César laisse entendre qu'il ne s'opposera pas au rappel de Cicéron, et Clodius se sent désavoué mais ne manque pas de ressources. Gabinius s'attaque à Clodius, et des échauffourées s'ensuivent au forum. Il faudra encore attendre un an avant que Cicéron soit rappelé et revienne triomphalement à Rome. Aulus Gabinius est quant à lui parti pour sa province dès le mois de novembre, ayant entre-temps pillé la maison de Cicéron à Tusculum pour construire sa propre demeure sur le même territoire.

### Proconsul de Syrie
Son proconsulat de Syrie est une réussite, Gabinius y « a réalisé quelques belles choses ».
Il s'attire la sympathie des autochtones en s'opposant aux publicains qui veulent saigner la province, par des méthodes honteuses et usurières, et maintient sa politique malgré les dures attaques de ses sociétés d'affaire.
Hyrcan II, alors grand prêtre hasmonéen en Judée, fuit Jérusalem et se tourne vers Gabinius pour recevoir son aide contre ses rivaux, Alexandre, fils de son frère Aristobule II, et peut-être aussi contre ce dernier lui-même, qui avait été capturé par Pompée en 63,. Le jeune et inexpérimenté Marc Antoine, que Gabinius s'est adjoint, démontre alors sa vaillance au combat. La révolte réprimée, le fils d'Aristobule capturé, Hyrcan peut rentrer à Jérusalem.
En mai 56, le Sénat refuse à Gabinius l'octroi de supplications. Cicéron attaque souvent les deux consuls de 58, les considérant comme étant plus responsables de son exil que Clodius, et évitant de s'attaquer de front au premier triumvirat. Il prend parti pour les publicains contre Gabinius, et dénonce aussi que la Syrie soit livrée aux révoltes.
À la suite de l'assassinat de Phraatès III de Parthie organisé par ses fils Mithridate III et Orodès II en 57, un conflit a éclaté entre les successeurs de Phraatès, Gabinius y voit alors une occasion d'intervenir et s'empresse de passer l'Euphrate à la tête de ses légions lorsqu'il apprend la mort de Phraatès en 56. Mithridate se rend auprès de Gabinius pour chercher son soutien, et le proconsul se prépare à une grande campagne en Parthie. Gabinius doit cependant se tourner vers les affaires égyptiennes et laisser Mithridate seul pour combattre son frère,.

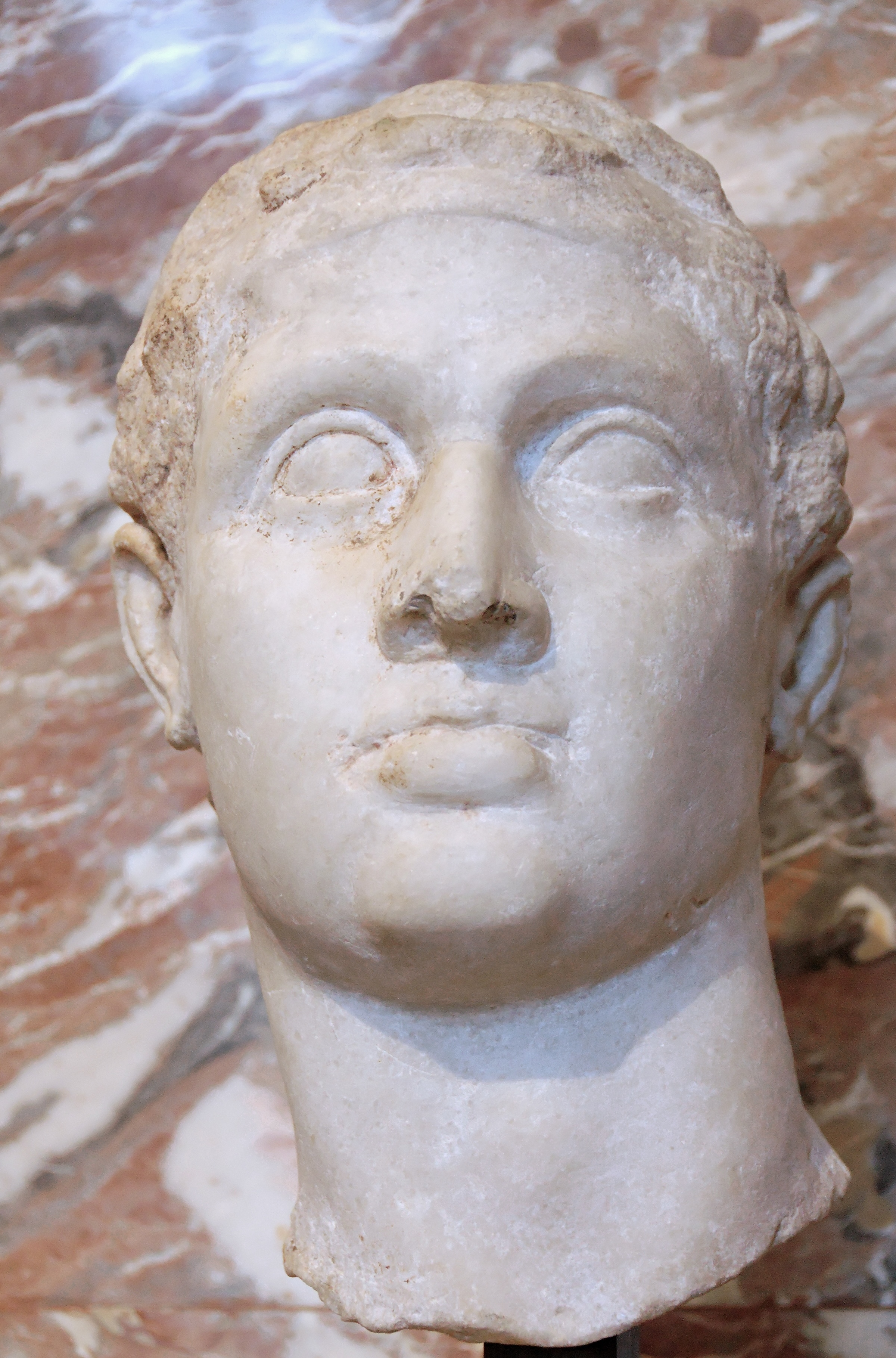
Buste de Ptolémée XII.

En 55, après hésitations, Aulus Gabinius passe en Égypte ptolémaïque, outrepassant les ordres du Sénat romain, où Cicéron proteste, mais avec le soutien ambigu de Pompée,, pour une mission périlleuse afin de rétablir le roi Ptolémée XII sur le trône, en échange d'une indemnité astronomique d'environ 10 000 talents,,,. L'expédition égyptienne de Gabinius, dans laquelle Antoine s'illustre, est un nouveau succès et le proconsul en « retire quelques prestiges ». Il y établit une garnison romaine, les Gabiniani. Son fils Sisenna est resté en Syrie pendant cette campagne égyptienne.
Il passe le reste de son mandat à rétablir la stabilité du sud de la Syrie en mettant fin à un nouveau soulèvement des Juifs ainsi qu'à une révolte des Arabes Nabatéens, laissant une situation de conflit latente avec la Parthie que son successeur Crassus entend exploiter, campagne qui s'avèrera être un désastre,.

### Condamné à l'exil
Gabinius fait son retour à Rome le 19 septembre 54, mais n'entre dans la ville qu'une semaine plus tard en toute discrétion. Il se voit accusé de concussion et de lèse-majesté publique. Cicéron favorise les accusations dans le but de se venger de Gabinius.
Il est acquitté du premier chef d'accusation, procès du 23 octobre dans lequel Cicéron témoigne contre lui, mais en des termes modérés, Pompée l'ayant rappelé à l'ordre. Gabinius s'en sort par 38 voix contre 32. Une forte crue à Rome a lieu juste après l'acquittement, et une partie du peuple y voit là une manifestation des Dieux envers le verdict.
Sur les instances de Pompée, alors que Rome vit au rythme du premier triumvirat tacite, c'est Cicéron qui le défend dans le second procès malgré leur inimitié mais sans parvenir à le faire acquitter du deuxième chef d'inculpation, tant les chevaliers gardent de la rancune de son action durant son mandat en Syrie où il a dénoncé les méthodes honteuses et usurières des publicains vis-à-vis des populations,,. Toute l'influence de Pompée n'y fit rien, tellement l'opinion publique était contraire à Gabinius. C'est ensuite au tour du banquier de Gabinius, Rabirius Postumus, d'être accusé, et c'est à nouveau Cicéron qui se charge de sa défense, n'ayant là cependant aucun scrupule moral à agir ainsi, Rabirius ayant soutenu Cicéron lors de son exil. On ignore l'issue de ce procès annexe à celui de Gabinius.
Valère Maxime rapporte que le fils de Gabinius, Sisenna, lors du procès mené par le tribun Caius Memmius, « poussé par la peur, cout se jeter en suppliant aux pieds de Memmius, cherchant à calmer la tempête dans l'âme ou elle a éclaté. L'orgueilleux vainqueur le repousse d'un air farouche et le laisse quelque temps prosterné avec les marques d'une affliction profonde ». Tacite rapporte que Gabinius devait être condamné à mort, mais la dureté exprimée par Memmius et la pitié inspirée par Sisenna révoltèrent le tribun Lelius, qui, autorisé par l'assemblée, déclara Gabinius absous, "pour montrer que malgré l’horreur qu’inspire le crime, rien ne peut dispenser de l’humanité qu’on doit au criminel». Finalement, Gabinius fut condamné à l'exil. Sisenna est le fils d'une certaine Lollia, épouse de Gabinius, dont César fut l'amant.

### Légat de César
Il est rappelé d'exil par Jules César quelques années plus tard, probablement lorsque César s'empare de Rome et de l'Italie  en 49,.
Début 48, César n'a plus le contrôle de l'Adriatique et ne parvient pas à transporter suffisamment de troupes en Épire. César remporte quelques succès sur les côtes dalmates mais est devancé par son ancien lieutenant Titus Labienus à Dyrrachium. Il tente de repasser en Italie, en vain. À la mi-avril 49 av. J.-C., Marc Antoine parvient à libérer le port de Brindes puis à franchir l'Adriatique malgré la tempête. Aulus Gabinius, à la tête de quinze cohortes, lui aussi présent à Brindes, préfère éviter une traversée et se rend à marche forcée en Illyrie par voie de terre, au prix d'un long détour,,.
Après la bataille de Pharsale qui a lieu en août, alors que Gabinius lève de nouvelles troupes pour renforcer Quintus Cornificius qui défend l'Illyrie contre la flotte de Pompée, les Illyriens, ennemis de César, attaquent et annihilent cette nouvelle armée de plus de 2 000 hommes, sauf Gabinius lui-même et quelques-uns qui parviennent à s'échapper à Salone. Cette bataille eut lieu à la lisière d'une forêt près de Sunodium dans une longue et profonde gorge entre deux montagnes. Parmi le butin capturé, il y a une grande quantité d'argent, de matériel de guerre et des enseignes de légions. Un lieutenant de Pompée tente vainement le siège de Salone. Gabinius aide les habitants de la ville à repousser une attaque du pompéien, mais décède de maladie peu après fin 48 ou début 47.